# Учреждение
Учрежде́ние — некоммерческая организация, созданная собственником для осуществления управленческих, социально-культурных или иных функций некоммерческого характера и финансируемая им полностью или частично. Единственный вид некоммерческих организаций, обладающих имуществом на праве оперативного управления.

## Определение
Согласно статье 123.21 ГК России учреждение — это унитарная некоммерческая организация, созданная собственником для осуществления управленческих, социально-культурных или иных функций некоммерческого характера.
Учреждение может быть создано как гражданином (физическим лицом), так и юридическим лицом, либо Российской Федерацией, её субъектом или муниципальным образованием.
Частное, созданное гражданином (физическим лицом) или юридическим лицом, и казённое учреждение отвечает по своим обязательствам денежными средствами, которые находятся в его распоряжении. При этом субсидиарную с ним ответственность несёт собственник имущества, находящегося в распоряжении данной организации, поскольку сами эти организации полностью или частично финансируются своими собственниками.
Учредительным документом данных юридических лиц является устав, утверждаемый собственником.

## Особенности функционирования
Создавать учреждения может не только государство в лице своих органов, но и другие участники гражданского оборота, в том числе и коммерческие организации. Учреждениями являются организации культуры (например музеи в Российской Федерации создаются в форме учреждений согласно ст. 26 закона «О Музейном фонде Российской Федерации и музеях в Российской Федерации») и образования, здравоохранения и спорта, органы социальной защиты, правоохранительные органы и многие другие.
Так как круг учреждений достаточно широк, то их правовой статус определяется многими законами и иными правовыми актами. Не устанавливает законодательство и единых требований к учредительным документам учреждений. Некоторые учреждения действуют на основании устава, другие — на основании типового положения о данном виде организаций, а некоторые — в соответствии с положениями, утверждёнными собственником (учредителем).
Согласно статье 296 ГК России учреждения, в отличие от остальных видов некоммерческих организаций, не являются собственником своего имущества. Собственником имущества учреждения является его учредитель. Учреждения обладают ограниченным правом на переданное им имущество — правом оперативного управления. Учреждения, имеющие имущество на праве оперативного управления, владеют, пользуются и распоряжаются им в пределах, установленных законом, в соответствии с целями своей деятельности и заданиями собственника, а также в соответствии с назначением имущества.

## Виды учреждений в России
В зависимости от собственника выделяют:
- государственные учреждения — учреждения, созданные Российской Федерацией, субъектом Российской Федерации;
- муниципальные учреждения — учреждения, созданные муниципальным образованием (до 1993 года — административно-территориальной единицей);
- частные учреждения — учреждения, созданные частными физическими или юридическими лицами.

Согласно статье 123.22 ГК России государственные или муниципальные учреждения бывают
- бюджетными учреждениями — некоммерческая организация, созданная Российской Федерацией, субъектом Российской Федерации или муниципальным образованием для выполнения работ, оказания услуг в целях обеспечения реализации предусмотренных законодательством Российской Федерации полномочий соответственно органов государственной власти (государственных органов), органов публичной власти федеральной территории или органов местного самоуправления в сферах науки, образования, здравоохранения, культуры, социальной защиты, занятости населения, физической культуры и спорта, а также в иных сферах[2].

Бюджетное учреждение отвечает по своим обязательствам всем находящимся у него на праве оперативного управления имуществом, в том числе приобретенным за счёт доходов, полученных от приносящей доход деятельности, за исключением особо ценного движимого имущества, закрепленного за бюджетным учреждением собственником этого имущества или приобретенного бюджетным учреждением за счёт средств, выделенных собственником его имущества, а также недвижимого имущества независимо от того, по каким основаниям оно поступило в оперативное управление бюджетного учреждения и за счёт каких средств оно приобретено.
- Автономными учреждениями — некоммерческая организация, созданная Российской Федерацией, субъектом Российской Федерации или муниципальным образованием для выполнения работ, оказания услуг в целях осуществления предусмотренных законодательством Российской Федерации полномочий органов государственной власти, полномочий органов публичной власти федеральной территории, полномочий органов местного самоуправления в сферах науки, образования, здравоохранения, культуры, средств массовой информации, социальной защиты, занятости населения, физической культуры и спорта, а также в иных сферах в случаях, установленных федеральными законами (в том числе при проведении мероприятий по работе с детьми и молодежью в указанных сферах)[3].

Автономное учреждение отвечает по своим обязательствам всем находящимся у него на праве оперативного управления имуществом, за исключением недвижимого имущества и особо ценного движимого имущества, закрепленных за автономным учреждением собственником этого имущества или приобретенных автономным учреждением за счёт средств, выделенных собственником его имущества.
- Казёнными учреждениями — государственное (муниципальное) учреждение, осуществляющее оказание государственных (муниципальных) услуг, выполнение работ и (или) исполнение государственных (муниципальных) функций в целях обеспечения реализации предусмотренных законодательством Российской Федерации полномочий органов государственной власти (государственных органов) или органов местного самоуправления, финансовое обеспечение деятельности которого осуществляется за счёт средств соответствующего бюджета на основании бюджетной сметы[4].

Казённое учреждение отвечает по своим обязательствам находящимися в его распоряжении денежными средствами. При недостаточности денежных средств субсидиарную ответственность по обязательствам казенного учреждения несёт собственник его имущества.

### Государственное или муниципальное учреждение
Согласно статье 123.22 ГК России, государственные и муниципальные учреждения не отвечают по обязательствам собственников своего имущества, могут быть преобразованы в некоммерческую организацию иных организационно-правовых форм в случаях, предусмотренных законом, особенности правового положения отдельных типов определяются законом.

### Частное учреждение
Согласно федеральному закону от 12.01.1996 № 7-ФЗ «О некоммерческих организациях» частное учреждение — некоммерческая организация, созданная собственником (гражданином или юридическим лицом) для осуществления управленческих, социально-культурных или иных функций некоммерческого характера; имущество находится на праве оперативного управления.
Согласно статье 123.23 ГК России частное учреждение полностью или частично финансируется собственником его имущества; отвечает по своим обязательствам находящимися в его распоряжении денежными средствами; собственник его имущества несёт при недостаточности указанных денежных средств субсидиарную ответственность по обязательствам; может быть преобразовано учредителем в автономную некоммерческую организацию или фонд.

### Автономное учреждение
В 2007 году вступил в силу федеральный закон «Об автономных учреждениях» в п. 2 ст. 2 которого было дано определение автономному учреждению:
«Автономным учреждением признаётся некоммерческая организация, созданная Российской Федерацией, субъектом Российской Федерации или муниципальным образованием для выполнения работ, оказания услуг в целях осуществления предусмотренных законодательством Российской Федерации полномочий органов государственной власти, полномочий органов местного самоуправления в сферах науки, образования, здравоохранения, культуры, социальной защиты, занятости населения, физической культуры и спорта.»
Особенность автономного учреждения:
- возможность приобретать и осуществлять имущественные и личные неимущественные права
- открывать счёт в кредитной организации
- автономное учреждение отвечает по своим долгам своим имуществом, за исключением недвижимости и особо ценного движимого имущества, находящегося в собственности учредителя
- собственник учреждения не несёт никакой ответственности за долги автономного учреждения
- имущество за автономным учреждением находится в оперативном управлении
- автономное учреждение может вносить свои денежные средства в уставной фонд других организаций
- земля предоставляется автономному учреждению на праве бессрочного пользования
- автономное учреждение может иметь только одного учредителя
- крупная сделка может быть заключена лишь под надзором наблюдательного совета

Создание автономного учреждения
Создаётся автономное учреждение на основании распоряжения субъектов Российской Федерации, если иное не предусмотрено нормативным правовым актом Президента Российской Федерации.
Учредитель автономного учреждения
Учредителями автономного учреждения могут быть, согласно п. 1 ст. 6 Закона:
1. Российская Федерация в отношении автономного учреждения, которое создано на базе имущества, находящегося в федеральной собственности;
2. субъект Российской Федерации в отношении автономного учреждения, которое создано на базе имущества, находящегося в собственности субъекта Российской Федерации;
3. муниципальное образование в отношении автономного учреждения, которое создано на базе имущества, находящегося в муниципальной собственности.